# Det som engang var
Det som engang var är ett studioalbum av Burzum. Det släpptes först 1993 av Cymophane och återutgavs 1994 av Misanthropy Records.

## Låtförteckning
Alla låtar är skrivna och komponerade av Count Grishnackh. 
| Nr | Titel                 | Längd |
| -- | --------------------- | ----- |
| 1. | Den onde kysten       | 2:20  |
| 2. | Key to the Gate       | 5:14  |
| 3. | En ring til aa herske | 7:10  |
| 4. | Lost Wisdom           | 4:38  |
| 5. | Han som reiste        | 4:51  |
| 6. | Naar himmelen klarner | 3:50  |
| 7. | Snu mikrokosmos tegn  | 9:36  |
| 8. | Svarte troner         | 2:16  |

## Medverkande
- Count Grishnackh (Varg Vikernes) – sång, gitarr, keyboard, trummor, elbas, produktion
- Euronymous – gong (spår 1)
- Pytten – produktion